# Pfarrkirche St. Johannes (Hechingen)

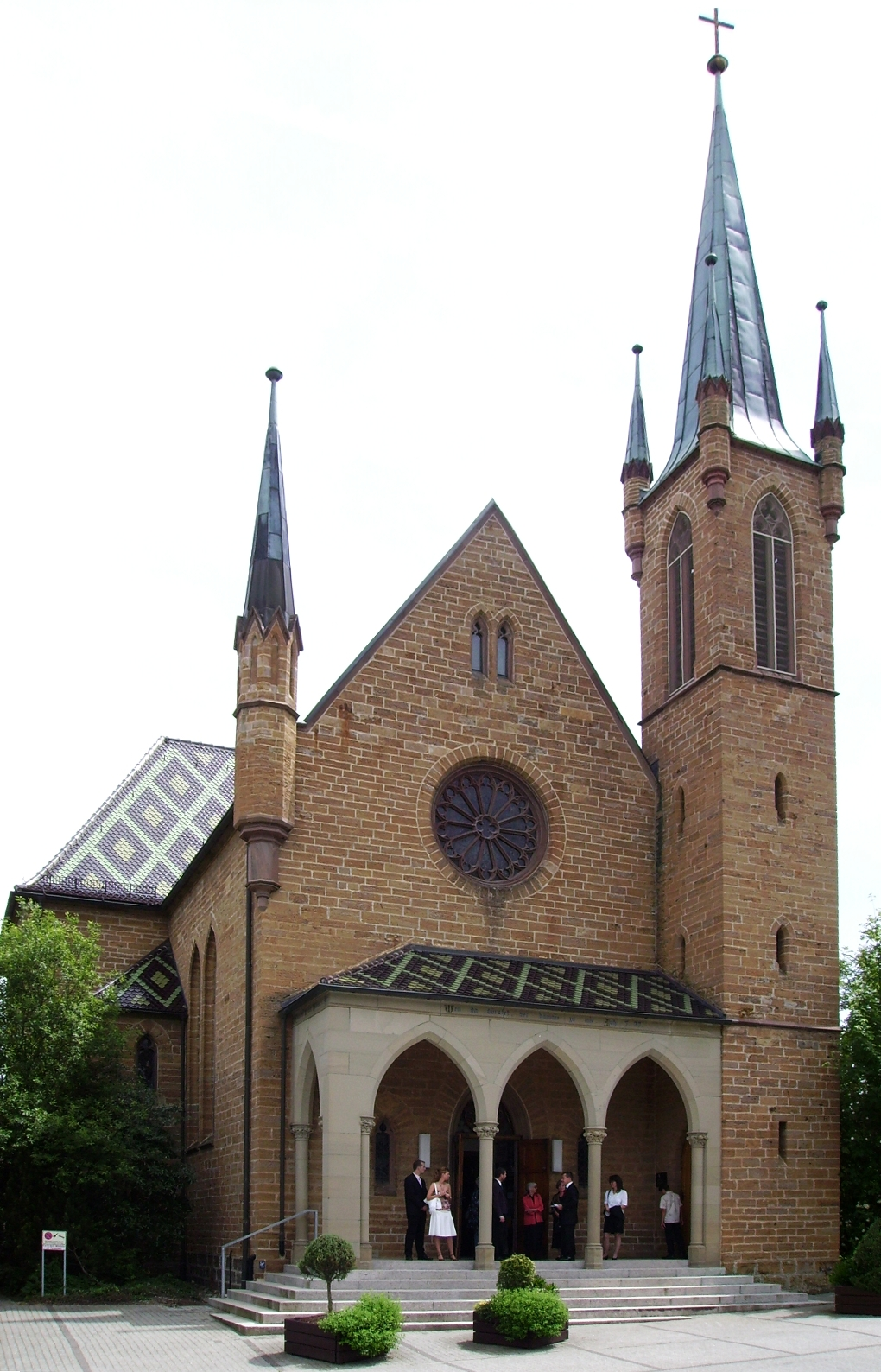
St. Johannes

Die evangelische Pfarrkirche St. Johannes liegt in Hechingen im Zollernalbkreis (Baden-Württemberg). Sie ist ein Bauwerk der Neugotik aus dem Jahr 1856 und stammt vom Berliner Architekten Friedrich August Stüler.

## Baugeschichte
Die schwäbische Linie der Hohenzollern war nach der Reformation im Gegensatz zu den brandenburgischen Vettern katholisch geblieben. Nach der Eingliederung des katholischen Fürstentums Hohenzollern-Hechingen in das protestantische Preußen im Jahr 1850 fehlte deshalb in der bisherigen Residenzstadt Hechingen eine repräsentative evangelischen Kirche.

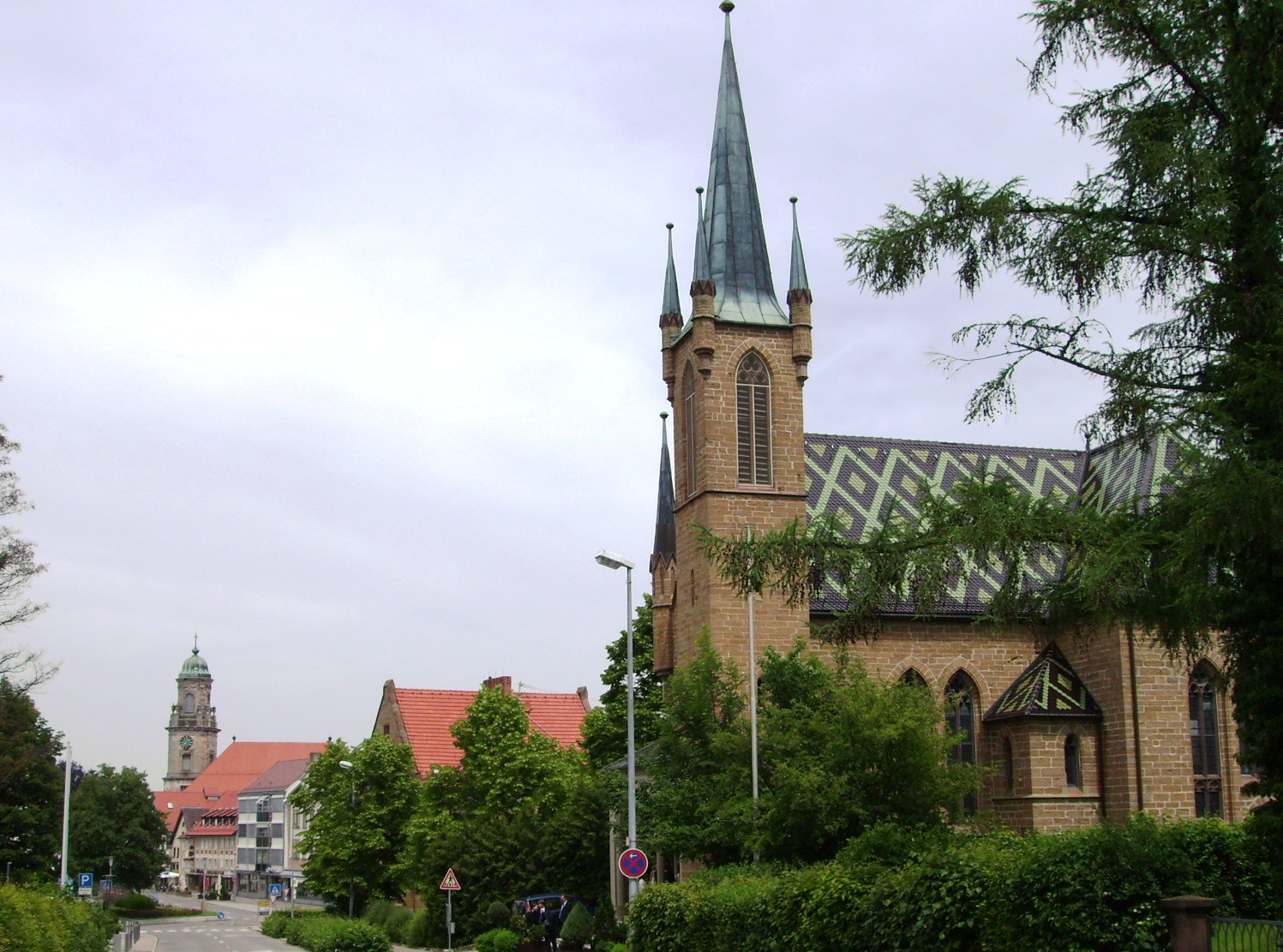
Blick von St. Johannes zu St. Jakobus

Der Berliner Stararchitekt Friedrich August Stüler hatte von 1850 bis 1867 mit der Burg Hohenzollern bereits ein bedeutendes neugotisches Bauwerk in Deutschland geschaffen. In enger Abhängigkeit von der Burg plante er auch die evangelische Pfarrkirche. Insbesondere der Turm mit dem kupfernen Dach und den vier kleinen Schmucktürmchen erinnert an den Bischofsturm der Burg. Die Bauleitung übernahm aber nicht Stüler selbst, sondern während der Ausführung von 1856 bis 1857 der Ingenieur-Hauptmann Blankenburg. Die Anordnung zur Errichtung der Kirche hatte König Friedrich Wilhelm IV. von Preußen erteilt, der den Bau auch finanzierte. Der König als Landesherr hatte auch das Recht der Pfarrbesetzung.
Die Einweihung erfolgte am 1. Advent 1857, es war der 29. November. St. Johannes war überhaupt die erste evangelische Kirche in ganz Hohenzollern. Wegen der Zugehörigkeit des Regierungsbezirks Sigmaringen, sogenannte Hohenzollernsche Lande, zur preußischen Rheinprovinz erschien zur Einweihung auch Dr. Georg August Ludwig Schmidtborn, damals Generalsuperintendent der altpreußischen Kirchenprovinz Rheinland mit Sitz in Koblenz, der die Pfarrei unterstand. Das Königshaus schenkte den Altaraufsatz und das Altarkruzifix.

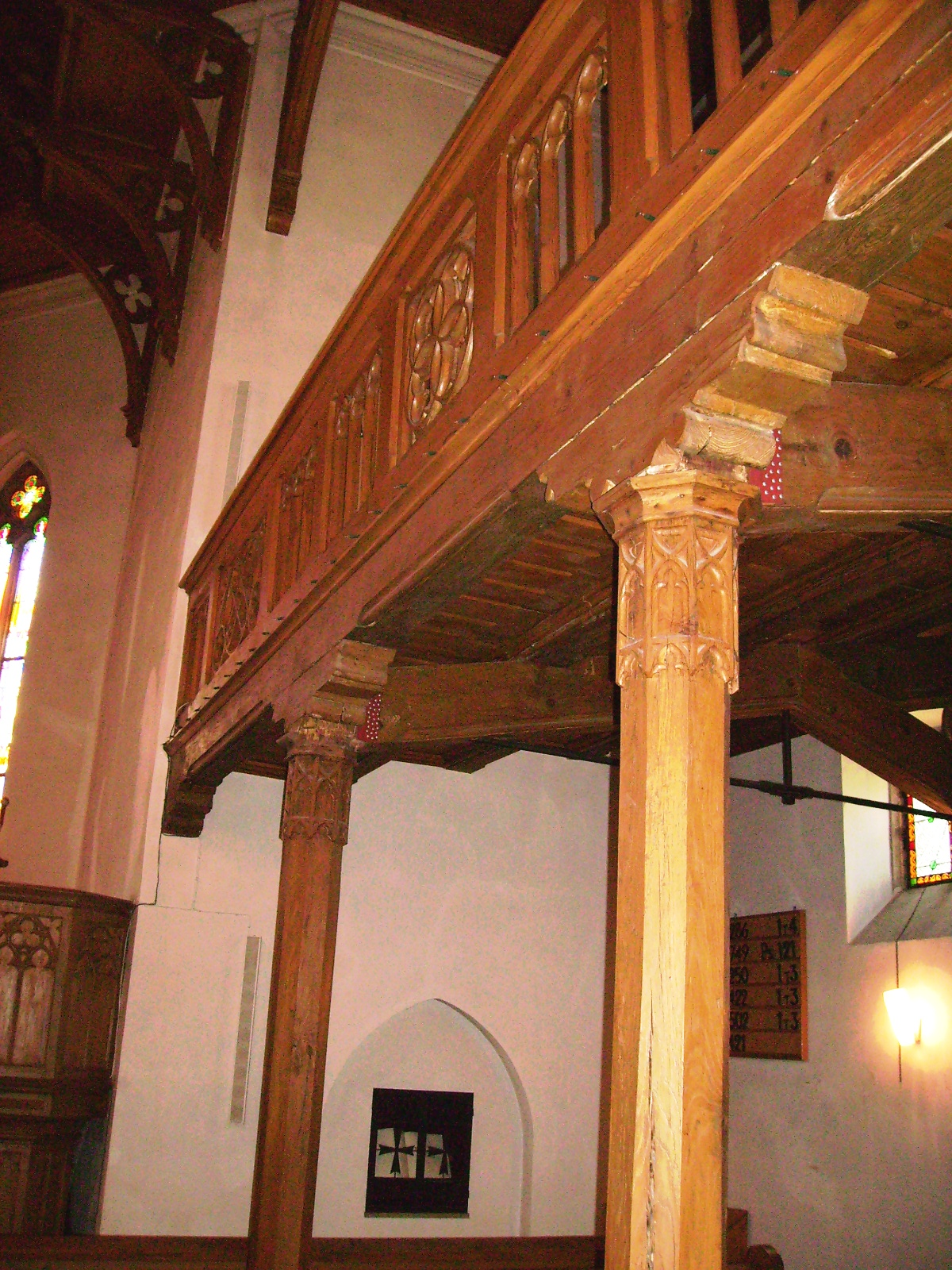
Seitenempore

Zwischen 1904 und 1906 wurde der Bau unter der Leitung des Hechinger Architekten Laur ganz im Stile Stülers erweitert. Die Finanzierung erfolgte im Wesentlichen durch das Kaiserhaus. Von der Ludwigsburger Orgelwerkstatt Walker stammte die neue Orgel. Die Einweihung der Erweiterung erfolgte am 7. Oktober 1906, der Deutsche Kaiser Wilhelm II. schenkte dazu eine Bibel mit eigenhändiger Widmung: Seid fröhlich in Hoffnung, geduldig in Trübsal, haltet an am Gebet. Wilhelm IR. Zum 7. Oktober 1906. Es handelt sich dabei um den Spruch auf dem Sarkophag seiner Großmutter Kaiserin Augusta im Mausoleum des Schlossparks Charlottenburg.
Der Historismus als Bauepoche wurde lange Zeit unterschätzt. Umfassende Restaurierungen erfolgten in den Jahren 1959 bis 1961 unter der Leitung des Landeskonservators sowie 1976. Eine neue Orgel wurde 1977 eingebaut.

## Gestaltung
Das gesamte Bauwerk wurde einheitlich im Stil der Neugotik errichtet. Es handelt sich um einen relativ kleinen einschiffigen Bau, der 1905 durch Einschieben eines Querhauses erweitert wurde. An der Giebelseite befindet sich eine zierliche Vorhalle mit Spitzbogen. Daneben erhebt sich ein Turm mit Kupferdach, der mit vier schmückenden Ecktürmchen besetzt ist.

## Ausstattung

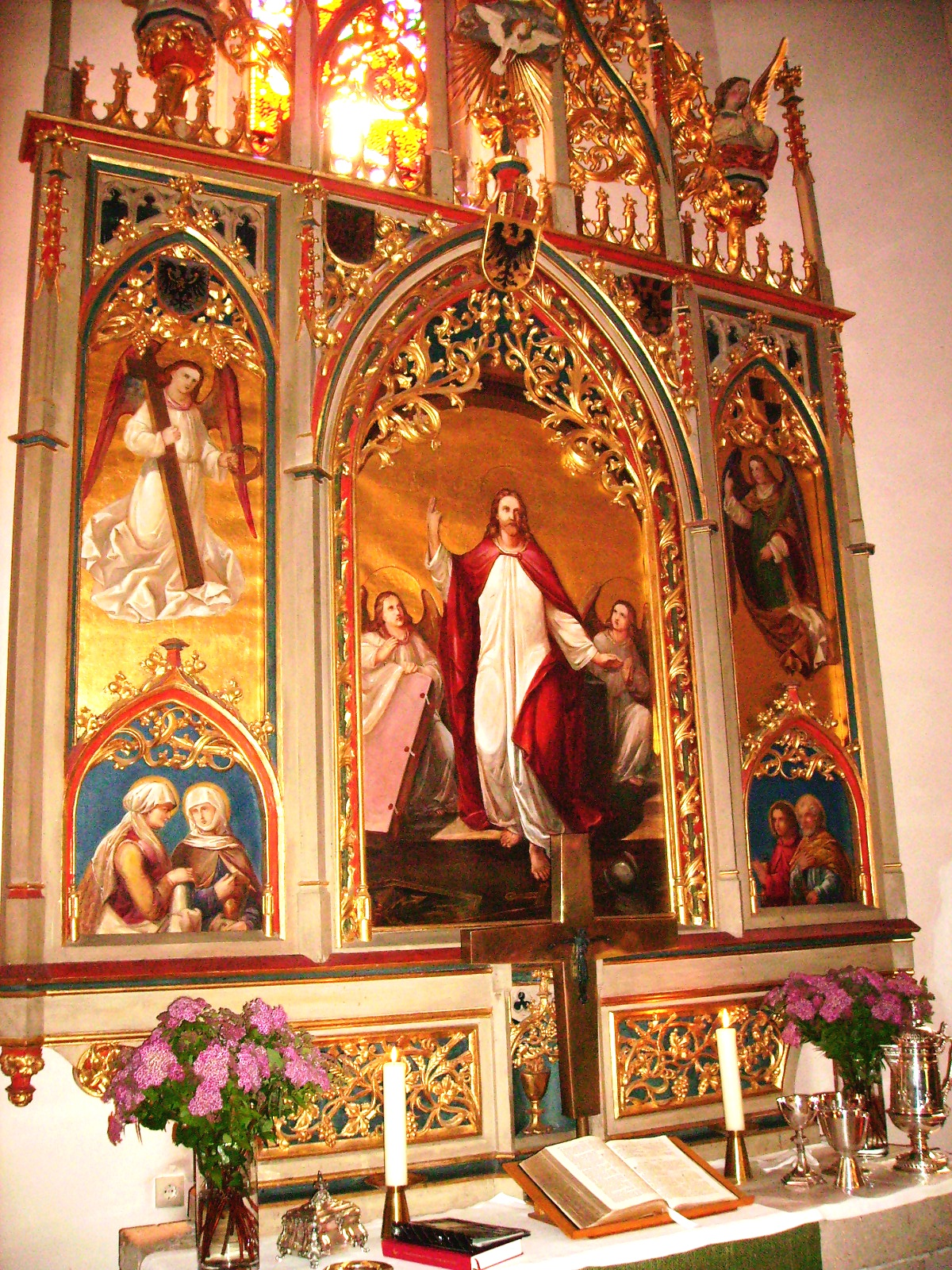
Altar

Der Innenraum ist weiß getüncht und wird durch die hell gebeizten Holzemporen und die Holzdecke geprägt, die mit sparsamen Schnitzereien schlicht und elegant wirken.
Bei dem Altarkruzifix und dem Altaraufsatz handelt es sich um eine Schenkung des preußischen Königshauses. Das Broncekruzifix ist schwarz gestrichen und soll aus der Aachener Schatzkammer stammen. Nach neueren Feststellungen ist es aber eine Kopie, das Original befindet sich wohl im Museum Schnütgen in Köln. Es stammt aus der Zeit der Romanik. Jesus am Kreuz trägt eine Krone und steht auf einer Fußstütze. Der Lendenschurz ist mit Ornamenten geschmückt. Die Arme sind ausgebreitet, als wolle er die Welt zur Erlösung umarmen. Das mittlere Altarbild wurde von Georg Eberlein gemalt. Der auferstandene Christus schreitet hinweg über Schild und Schwert der römischen Wächter. Er trägt einen purpurroten Umhang, seine Wundmale sind deutlich zu erkennen.

## Umgebung
Die Verbindung der Pfarrkirche St. Johannes zum preußischen Königshaus wird auch durch ihre örtliche Lage betont: Sie befindet sich in unmittelbarer Nachbarschaft zum Fürstengarten und zur Villa Eugenia.

## Weblink
Koordinaten: 48° 20′ 57,08″ N, 8° 57′ 45,97″ O